# 미나스제라이스 교황청 가톨릭 대학교

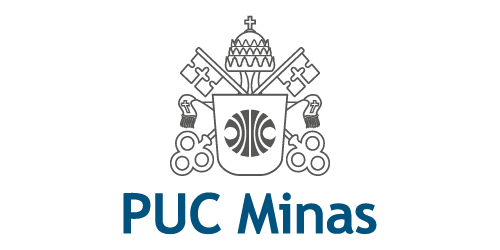

미나스제라이스 교황청 가톨릭 대학교(포르투갈어: Pontifícia Universidade Católica de Minas Gerais, Pontifical Catholic University of Minas Gerais, PUC-MG)는 미나스제라이스주 벨루오리존치에 위치한 브라질의 사립 비영리 가톨릭 대학교이다. PUC-MG는 2006년, 2010년, 2011년, 2013년, 그리고 2014년에 브라질 최고의 사립 대학교로 선정되었다. PUC-MG는 벨루오리존치 가톨릭 대교구에서 운영한다.

## 개요
이 가톨릭 대학교는 미나스제라이스주에 위치한 고등 교육 기관으로, 실험실, 도서관, 박물관, TV 채널, 원격 교육 센터, 멀티미디어실, 극장, 강당, 동물병원, 심리치료실, 치과 및 심리 치료실 등 100개가 넘는 건물을 보유하고 있다.
브라질 최고의 대학 중 하나인 PUC-MG는 브라질 교육부의 고등교육기관 평가에서 4등급을 받았다. 최고 등급은 5등급으로, 거의 공립 대학에만 수여된다.
PUC-MG는 미나스제라이스 산업연합(FIEMG)이 수여하는 에우발두 로디 연구소의 상을 2년 연속 수상했다. 이 상은 학생들의 기업 적응 및 교육 과정의 모범 사례를 인정받은 것이다. 이 상은 FIEMG 강당에서 열린 시상식에서 PUC-MG 통합교육대학 코디네이터인 에바닐지 마리아 마르틴스 교수에게 수여되었다.
2003년, PUC 미나스는 브라질 최초로 기후학 연구를 위한 실험실을 갖춘 사립대학이 되었다. 미나스제라이스대학교와 세미그(Cemig, 미나스제라이스 에너지 회사)의 협력을 통해 설립된 기후학 우수 센터(Centro de Climatologia PUC Minas TempoClima)이다. 템포클리마 센터는 기상 정보 수신 장비와 지리학에 중점을 둔 실험 과정을 갖추고 있다.
이 센터의 목표는 미나스제라이스주 853개 지자체의 3일 전 기상 예보를 개발하여 심각한 폭풍에 대한 경고와 농업, 도로 및 철도 운송, 전력, 산업 및 관광 산업에 대한 예측을 제공하는 것이다.